# Championnat du Portugal féminin de football 1994-1995
Navigation
Édition précédente Édition suivante
Le Nacional Feminino 1994-1995 est la 10e édition du championnat du Portugal féminin de football, et la deuxième édition sous l'appellation de Campeonato Nacional Feminino. Le format de la compétition reste le même que les saisons précédentes. Durant la première phase, vingt et une équipes divisées en trois groupes régionaux s'affrontent sous forme de championnat, selon le principe des matches aller et retour. À l'issue de cette dernière, les deux premières équipes de chaque groupe s'affrontent dans une phase finale, toujours sous le principe d'un championnat aller-retour.
Au terme de la saison, le Boavista s'impose pour la dixième fois consécutive. Deux des vingt et une équipes engagées, l'ACCD Souselo et l'Escola Molelinhos, ne disputent aucune rencontre de la première phase. Pour cette neuvième édition il n'existe toujours pas de principe de relégations en division inférieure.
Un promu, le SU 1º Dezembro, remporte, la zone C. Annonçant ainsi le renouveau du football féminin portugais.

## Participants
Ces trois tableaux présentent les vingt et une équipes qualifiées pour disputer le championnat 1994-1995. On y trouve le nom des clubs, la date de création du club, le nom des stades ainsi que la capacité de ces derniers
La première phase comprend un groupe de six, un de sept et un de huit équipes. 
Légende des couleurs
- Vainqueur de la Taça Nacional Feminino la saison précédente.
- Promu de division inférieure.

| \| Drizes Lobão Souselo Boavista Amarante Vila Real Torre \| Localisation des clubs engagés dans la Zona A du championnat. |
| Drizes Lobão Souselo Boavista Amarante Vila Real Torre                                                                     |

| Nom du club  | Date de création | Dernière montée | Division 1993-1994  | Stade                                    | Capacité | Vict. |
| ------------ | ---------------- | --------------- | ------------------- | ---------------------------------------- | -------- | ----- |
| Amarante FC  | 1923             | 1993            | Campeonato Nacional | -                                        |          | /     |
| Boavista FC  | 1903             | 1985            | Campeonato Nacional | Campo de Treinos do Estádio do Bessa XXI | -        | 9     |
| CD Drizes    | 1962             | 1992            | Campeonato Nacional | -                                        | -        | /     |
| ADC Lobão    | 1978             | 1991            | Campeonato Nacional | -                                        | -        | /     |
| ACCD Souselo | 1982             | 1993            | Campeonato Nacional | -                                        |          | /     |
| AR Torre     | -                | 1991            | Campeonato Nacional | -                                        | -        | /     |
| SC Vila Real | 1920             | 1994            | Distrital           | -                                        |          | /     |

| \| Vimieirense Riachense U.Coimbra Ferreirense Escola Viseu Clube de Albergaria \| Localisation des clubs engagés dans la Zona B du championnat. |
| Vimieirense Riachense U.Coimbra Ferreirense Escola Viseu Clube de Albergaria                                                                     |

| Nom du club         | Date de création | Dernière montée | Division 1993-1994  | Stade                                             | Capacité | Vict. |
| ------------------- | ---------------- | --------------- | ------------------- | ------------------------------------------------- | -------- | ----- |
| Clube de Albergaria | 1890             | 1989            | Campeonato Nacional | Estádio Municipal António Augusto Martins Pereira | -        | /     |
| CF União de Coimbra | 1919             | 1985            | Campeonato Nacional | -                                                 | -        | /     |
| Escola Molelinhos   | 1979             | 1990            | Campeonato Nacional | Campo do Vale da Pata                             | 350      | /     |
| União Ferreirense   | 1916             | 1986            | Taça Nacional       | -                                                 | -        | /     |
| CA Riachense        | 1932             | 1989            | Campeonato Nacional | -                                                 | -        | /     |
| AD São Roque        | -                | 1992            | Campeonato Nacional | -                                                 | -        | /     |
| GD Vimieirense      | -                | 1994            | Distrital           | -                                                 | -        | /     |
| CD Viseu            | -                | 1988            | Campeonato Nacional | -                                                 | -        | /     |

| \| Juventude CF Benfica Sporting Camarate 1º Dezembro Igreja \| Localisation des clubs engagés dans la Zona C du championnat. |
| Juventude CF Benfica Sporting Camarate 1º Dezembro Igreja                                                                     |

| Nom du club     | Date de création | Dernière montée | Division 1992-1993  | Stade                       | Capacité | Vict. |
| --------------- | ---------------- | --------------- | ------------------- | --------------------------- | -------- | ----- |
| SU 1º Dezembro  | 1880             | 1994            | Distrital           | Campo Conde de Sucena       | 1 000    | /     |
| CF Benfica      | 1933             | 1994            | Distrital           | Estádio Francisco Lázaro    | 1 500    | /     |
| União Camarate  | -                | 1990            | Campeonato Nacional | -                           | -        | /     |
| GD Igreja Nova  | 1947             | 1994            | Distrital           | -                           | -        | /     |
| Juventude Évora | 1918             | 1992            | Campeonato Nacional | -                           | -        | /     |
| Sporting CP     | 1906             | 1991            | Campeonato Nacional | CGD Stadium Aurélio Pereira | 1 180    | /     |

## Compétition

### Première phase
Classement
Le classement est calculé avec le barème de points suivant : une victoire vaut deux points, le match nul un et la défaite zéro.
Critères de départage en cas d'égalité au classement :
1. classement aux points des matchs joués entre les clubs ex æquo ;
2. différence entre les buts marqués et les buts concédés sur la totalité des matchs joués dans le championnat ;
3. plus grand nombre de buts marqués sur la totalité des matchs joués dans le championnat ;
4. en cas de nouvelle égalité, une rencontre supplémentaire aura lieu sur terrain neutre avec, éventuellement, l’épreuve des tirs au but.

#### Zone A
Le Boavista FC, sans surprise remporte le championnat de zone A, cela en gagnant tous ses matches. Ses dauphines qui accèdent avec elles à la phase finale, sont les mêmes que la saison dernière, l'ADC Lobão. 
Il faut noter que le Souselo a annoncé avant le début du championnat, sa non participation. La FPF, décide de ne pas le comptabilisé dans le classement. Même si ce dernier est inscrit pour la saison, donc comptabilisé comme une saison joué, le classement est établi sur 6 équipes et non 7.
| Rang | Équipe        | Pts | J  | G  | N | P | Bp  | Bc  | Diff |
| ---- | ------------- | --- | -- | -- | - | - | --- | --- | ---- |
| 1    | Boavista FCT  | 20  | 10 | 10 | 0 | 0 | 98  | 3   | +95  |
| 2    | ADC Lobão     | 16  | 10 | 8  | 0 | 2 | 109 | 5   | +104 |
| 3    | AR Torre      | 12  | 10 | 6  | 0 | 4 | 38  | 21  | +17  |
| 4    | CD Drizes     | 5   | 10 | 2  | 1 | 7 | 7   | 72  | -65  |
| 5    | Amarante FC   | 5   | 10 | 2  | 1 | 7 | 5   | 101 | -96  |
| 6    | SC Vila RealP | 2   | 10 | 1  | 0 | 9 | 4   | 59  | -55  |

|  | Qualifiés pour la phase finale de la compétition. |
|  | Relégué en division inférieure. |
|  | T Tenant du titre. P Promu de division inférieure. Pts points ; G victoires ; N match nuls ; P défaites Bp buts marqués ; Bc buts encaissés ; Diff différence de buts |

| Résultats (▼dom., ►ext.)                                   | Boa  | Lob  | Tor  | Dri  | Ama  | Vil  |
| Boavista FC                                                |      | 3-1  | 5-0  | 8-0  | 23-0 | 9-1  |
| ADC Lobão                                                  | 0-1  |      | 6-1  | 20-0 | 21-0 | 20-0 |
| AR Torre                                                   | 1-7  | 0-2  |      | 6-0  | 7-0  | 4-0  |
| CD Drizes                                                  | 0-14 | 0-19 | 1-3  |      | 1-1  | 2-0  |
| Amarante FC                                                | 0-21 | 0-14 | 0-11 | 1-0  |      | 3-1  |
| SC Vila Real                                               | 0-7  | 0-6  | 0-5  | 0-3  | 2-0  |      |
| - Victoire à domicile - Match nul - Victoire à l'extérieur |      |      |      |      |      |      |

#### Zone B
La zone B voit la victoire du União Ferreirense. L'inusable União de Coimbra est pour la dixième fois de suite qualifié pour la phase finale.
Tout comme pour la zone A, l'Escola Futebol Clube Molelinhos, qui s'est inscrit pour la première phase, ne dispute aucun match et n'est pas classé.
| Rang | Équipe              | Pts | J  | G  | N | P  | Bp | Bc | Diff |
| ---- | ------------------- | --- | -- | -- | - | -- | -- | -- | ---- |
| 1    | União Ferreirense   | 21  | 12 | 10 | 1 | 1  | 45 | 13 | +32  |
| 2    | CF União de Coimbra | 17  | 12 | 6  | 5 | 1  | 28 | 13 | +15  |
| 3    | AD São Roque        | 15  | 12 | 6  | 3 | 3  | 24 | 14 | +10  |
| 4    | Clube de Albergaria | 12  | 12 | 4  | 4 | 4  | 18 | 14 | +4   |
| 5    | CA Riachense        | 10  | 12 | 4  | 2 | 6  | 26 | 22 | +4   |
| 6    | CD Viseu            | 9   | 12 | 3  | 3 | 6  | 16 | 20 | -4   |
| 7    | GD VimieirenseP     | 0   | 12 | 0  | 0 | 12 | 5  | 66 | -61  |

|  | Qualifiés pour la phase finale de la compétition. |
|  | Relégué en division inférieure. |
|  | T Tenant du titre. P Promu de division inférieure. Pts points ; G victoires ; N match nuls ; P défaites Bp buts marqués ; Bc buts encaissés ; Diff différence de buts |

| Résultats (▼dom., ►ext.)                                   | Fer | Coi  | São | Alb | Ria | Vis     | Vim  |
| União Ferreirense                                          |     | 6-1  | 3-0 | 4-2 | 2-2 | 4-2     | 12-0 |
| CF União de Coimbra                                        | 2-1 |      | 0-0 | 3-0 | 2-1 | 1-1     | 5-0  |
| AD São Roque                                               | 1-2 | 1-1  |     | 2-0 | 3-1 | 4-2     | 3-0  |
| Clube de Albergaria                                        | 0-1 | 0-0  | 1-1 |     | 2-0 | 2-1     | 5-0  |
| CA Riachense                                               | 2-3 | 0-2  | 3-2 | 1-1 |     | 0-2     | 9-0  |
| CD Viseu                                                   | 0-1 | 1-1  | 0-2 | 1-1 | 2-4 |         | 4-0  |
| GD Vimieirense                                             | 1-6 | 2-10 | 1-5 | 0-4 | 1-3 | forfait |      |
| - Victoire à domicile - Match nul - Victoire à l'extérieur |     |      |     |     |     |         |      |

#### Zone C
C'est le promu 1º Dezembro, qui a récupérer une bonne partie des joueuses du 9 Abril Trajouce, qui remporte le championnat de zone C. Devançant de deux points le Sporting Clube de Portugal.
| Rang | Équipe          | Pts | J  | G | N | P | Bp  | Bc  | Diff |
| ---- | --------------- | --- | -- | - | - | - | --- | --- | ---- |
| 1    | SU 1º DezembroP | 19  | 10 | 9 | 1 | 0 | 104 | 1   | +103 |
| 2    | Sporting CP     | 17  | 10 | 8 | 1 | 1 | 83  | 4   | +79  |
| 3    | CF BenficaP     | 11  | 10 | 5 | 1 | 4 | 48  | 17  | +31  |
| 4    | Juventude Évora | 9   | 10 | 4 | 1 | 5 | 32  | 48  | -16  |
| 5    | União Camarate  | 3   | 10 | 1 | 1 | 8 | 15  | 90  | -75  |
| 6    | GD Igreja NovaP | 1   | 10 | 0 | 1 | 9 | 8   | 130 | -122 |

|  | Qualifiés pour la phase finale de la compétition. |
|  | Relégué en division inférieure. |
|  | T Tenant du titre. P Promu de division inférieure. Pts points ; G victoires ; N match nuls ; P défaites Bp buts marqués ; Bc buts encaissés ; Diff différence de buts |

| Résultats (▼dom., ►ext.)                                   | 1ºD  | SCP  | CFB | Juv  | Cam  | Igr  |
| SU 1º Dezembro                                             |      | 0-0  | 3-1 | 16-0 | 15-0 | 19-0 |
| Sporting CP                                                | 0-1  |      | 3-0 | 5-0  | 20-0 | 13-1 |
| CF Benfica                                                 | 0-6  | 1-3  |     | 7-0  | 5-0  | 19-0 |
| Juventude Évora                                            | 0-8  | 0-8  | 1-1 |      | 4-1  | 5-1  |
| União Camarate                                             | 0-15 | 1-14 | 0-9 | 1-3  |      | 4-4  |
| GD Igreja Nova                                             | 0-21 | 0-17 | 1-5 | 0-19 | 1-8  |      |
| - Victoire à domicile - Match nul - Victoire à l'extérieur |      |      |     |      |      |      |

### Phase finale
Les six équipes qualifiées pour la phase finale s'opposent dans un championnat aller-retour. 10 ans de championnats, 10 ans de victoire du Boavista qui s'octroie son dixième titre d'affilée, affirmant ainsi son emprise sur le football féminin portugais. Le promu SU 1º Dezembro, monte sur la troisième place du podium.
| Rang | Équipe              | Pts | J  | G | N | P  | Bp | Bc | Diff |
| ---- | ------------------- | --- | -- | - | - | -- | -- | -- | ---- |
| 1    | Boavista FCT        | 18  | 10 | 8 | 2 | 0  | 24 | 8  | +16  |
| 2    | ADC Lobão           | 14  | 10 | 6 | 2 | 2  | 26 | 14 | +12  |
| 3    | SU 1º DezembroP     | 12  | 10 | 6 | 0 | 4  | 33 | 14 | +19  |
| 4    | Sporting CP         | 10  | 10 | 4 | 2 | 4  | 24 | 19 | +5   |
| 5    | União Ferreirense   | 6   | 10 | 3 | 0 | 7  | 11 | 23 | -12  |
| 6    | CF União de Coimbra | 0   | 10 | 0 | 0 | 10 | 8  | 48 | -40  |

|  | Vainqueur de la compétition. |
|  | T Tenant du titre. P Promu de division inférieure. Pts points ; G victoires ; N match nuls ; P défaites Bp buts marqués ; Bc buts encaissés ; Diff différence de buts |

| Résultats (▼dom., ►ext.)                                   | Boa | Lob | 1ºD | SCP | Fer | Coi  |
| Boavista FC                                                |     | 3-3 | 3-1 | 2-1 | 4-1 | 5-0  |
| ADC Lobão                                                  | 0-1 |     | 2-1 | 3-2 | 4-0 | 4-0  |
| SU 1º Dezembro                                             | 1-2 | 3-0 |     | 6-1 | 3-1 | 11-3 |
| Sporting CP                                                | 1-1 | 2-2 | 0-3 |     | 4-0 | 6-1  |
| União Ferreirense                                          | 0-1 | 1-2 | 2-1 | 0-2 |     | 4-1  |
| CF União de Coimbra                                        | 0-2 | 1-6 | 0-3 | 1-5 | 1-2 |      |
| - Victoire à domicile - Match nul - Victoire à l'extérieur |     |     |     |     |     |      |